# Jomuty
Jomuty (del ruso: Хомуты) es un jútor del raión de Tajtamukái en la república de Adiguesia de Rusia. Está situado entre la orilla septentrional del embalse Shapsug y la orilla sur o izquierda del río Kubán, 13 km al oeste de Tajtamukái y 106 km al noroeste de Maikop, la capital de la república. Tenía 574 habitantes en 2010
Pertenece al municipio de Starobzhegokái.